# Antonio Castillo de Lucas
Antonio Castillo de Lucas (Madrid, 4 de diciembre de 1898-23 de noviembre de 1972) fue un médico, paremiólogo, folklorista y etnólogo español. Recopiló en sus obras los refranes y los dichos populares relacionados con la medicina, así como las tradiciones y las costumbres de la medicina popular y la folkmedicina. Discípulo de Francisco Rodríguez Marín y de Gregorio Marañon, su bibliografía está compuesta por más de un millar de publicaciones sobre refranes, folklore médico y tradiciones populares, con artículos en prensa y revistas especializadas y más de 20 libros, que son una referencia, aún hoy, en la paremiología médica.

## Biografía
Hijo de Antonio Castillo Zurita y de Primitiva de Lucas Simón, naturales de Montarrón en Guadalajara, que se habían instalado en Madrid donde su padre había conseguido un puesto de ordenanza en el Banco de España. Fue un estudiante brillante y estuvo dos años en el Colegio de Seises de Alcalá de Henares. En 1910, cuando tenía 11 años, su padre murió al sufrir un accidente laboral en la sede del Banco en la calle de Alcalá. Con pocos recursos, cursó el bachillerato en el Instituto de San Isidro de Madrid gracias a la beca que le concedió el propio Banco de España y que, posteriormente y debido a sus notas excepcionales, extendió para cubrir los estudios universitarios. 
Estudió la Licenciatura de Medicina y Cirugía, que empezó en 1915 en la Universidad Central de Madrid. Como estudiante, obtuvo plaza de Alumno Interno en el Hospital San Carlos y en el Hospital Clínico Provincial. Finalizó la carrera en 1922, obteniendo el Premio Abaytua 1923 de la Real Academia Nacional de Medicina al mejor expediente académico. En 1925 se doctoró con una tesis de endocrinología bajo la dirección de Gregorio Marañón y obtuvo plaza de médico de guardia en el Hospital Provincial. En 1928, se casó con Marcelina Ojugas Fernández, nacida en Santa Eulalia, en el valle de Polaciones en Cantabria, con la que tuvo tres hijos. En 1931 fundó el servicio médico del Banco de España y fue nombrado Médico Jefe de la sede de Madrid. Posteriormente, se incorporó como profesor adjunto a la Cátedra de Hidrología y Climatología Médica en la Universidad de Madrid y siguió ejerciendo como médico del Banco de España, en diferentes instituciones y en su consulta particular hasta su jubilación en 1969.
Muy joven, se convirtió en el médico del folclorista y paremiólogo Francisco Rodríguez Marín, con quién entabló una gran amistad y que le animó a dedicarse al estudio de los refranes relacionados con la medicina. La paremiología se transformó en una de sus grandes pasiones que cultivó a lo largo de toda su vida, publicando en 1936 su primer libro recopilatorio Refranes de Medicina o relacionados con ella por el pueblo, en el que recopiló y analizó 1550 dichos populares. Este corpus fue ampliado hasta más de 3200 entradas en 1944 con la publicación del Refranero Médico y posteriormente llegó a alcanzar los 5000 refranes que constituían la base para sus publicaciones. Publicó numerosos Refranerillos, unos repertorios especializados para el estudio y la divulgación de los refranes y los dichos, algunos en libros como el Refranerillo de la alimentación en 1940 o el Folklore oftalmológico en 1944, y otros en innumerables artículos que publicó durante toda su vida en revistas, periódicos o boletines. Sus estudios se convirtieron en textos de referencia de la paremiología española y alcanzaron reconocimiento a nivel internacional. Desde un punto de vista teórico, uno de los legados más importante de su obra es un enfoque que sitúa la paremiología en el ámbito de la antropología cultural, así como su consideración como ciencia. Además de la paremiología, también se dedicó a la Etnografía y el Folklore, siempre desde una óptica relacionada con la medicina.
Escribió sobre las tradiciones populares y religiosas, publicando en 1943 su libro Folklore médico-religioso. Hagiografías paramédicas donde recopiló sus escritos sobre las costumbres médicas y las creencias relacionadas con los santos. En 1958 publicó en la editorial Dossat, Folkmedicina, su libro más extenso y ambicioso, en el que se percibe una variación metodológica al ofrecer una justificación y una ordenación metódicas de sus contenidos. La obra obtuvo el prestigioso Premio Pitré. Como señala Pedro Laín Entralgo, en 1958, en el prólogo a Folkmedicina: "En lo sucesivo nadie podrá decir que conoce suficientemente esta antigua, subyugante y compleja cosa que llamamos España, sin haber leído con atención el tratado de Castillo de Lucas". Estudió las tradiciones populares españolas y también portuguesas, y en 1969 se publicó el Retablo de tradiciones populares, recopilación de algunos de sus artículos más señalados. En 1970, la Diputación Provincial de Guadalajara publicó su libro Historias y tradiciones de Guadalajara y su provincia, en el que analiza las tradiciones de la provincia de sus abuelos, originarios del pueblo de Montarrón. A lo largo de su carrera, publicó numerosos artículos y contribuciones en países como Portugal, donde tuvo una actividad importante, así como en Italia, Argentina, Brasil, México o Venezuela.
Su especialización inicial en endocrinología y su posterior dedicación a la enseñanza de la hidrología, hicieron de él un gran especialista de las aguas termales y balnearios y sus tratamientos, sobre los que escribió numerosas publicaciones tanto desde la perspectiva médica como folklórica y de las tradiciones populares.
Por otro lado, fue un gran amante y conocedor de las tradiciones madrileñas: publicó artículos sobre tradiciones y costumbres de Madrid, fue miembro del Instituto de Estudios Madrileños y participó activamente en la Hermandad de San Cosme y San Damián, y la Cofradía de San Isidro, además de ser uno de los miembros fundadores de la madrileña Asociación de Amigos de la Capa de Madrid. Asimismo dedicó estudios a los exlibris, los Gozos y  las Aleluyas.

## Obras
La bibliografía exhaustiva del Antonio Castillo de Lucas está recogida en "La obra del insigne polígrafo Dr. Castillo de Lucas" de Juan Castillo Ojugas. En ella se consideran más de 1000 publicaciones, entre las cuales cabe reseñar los libros que se indican a continuación:
-     Refranes de medicina o relacionados con ella por el pueblo, Madrid: Imprenta Yagües, 1936.
-     Refranerillo de la alimentación. Divulgación de higiene de la misma a través de los refranes y dichos populares, Madrid: Gráficas Reunidas, 1940.
-     Geografía Médica de El Álamo (Madrid). Premio García Roel de la Real Academia de Medicina en el año 1940, Madrid: Imprenta Cosano, 1942.
-     Folklore médico-religioso. Hagiografías paramédicas (Prólogo de César Antonio de Arruche).  Colección Azor, Morata: Editorial Avis Aurea, 1943.
-     Refranero médico. Refranes de aplicación médica seleccionados de clásicos autores de obras de paremiología. Madrid: Inst. Antonio de Nebrija, CSIC, 1944.
-     Folklore oftalmológico.  Masnou (Barcelona): Laboratorios del Norte de España, 1944, vol. 14.
-     Adagiario da Alimentaçao (Prefacio: Fernando de Castro Pires de Lima, Traducción: Maria Vitória G. S. Ferreira). Libro (173 pág.), Oporto: Porto Editora, 1948.
-     "Vida y obra del Dr. Juan Sorapán de Rieros, estudio preliminar acerca del autor y su obra" en el libro SORAPÁN DE RIEROS, Juan (Dr.), Medicina española contenida en proverbios vulgares de nuestra lengua, Biblioteca Clásica de Medicina Española (núm. 16), Madrid: Instituto de España, Real Academia Nacional de Medicina. Editorial Cosano, 1949, pp. 9-71.
-     Folkmedicina. (Prólogo del Profesor Pedro Laín Entralgo), Madrid: Editorial Dossat, 1958. (Premio de Folklore Giuseppe Pitrè 1960, Italia).
-     Cursillo de Hidroclimatología Médica (Prólogo de Tomás Cerviá). Santa Cruz de Tenerife: Instituto de Fisiología y Patología Regional, 1962.
-     Glosa refraneada de la vida y la obra de Marañón (Prólogo de Tomás Cerviá). Santa Cruz de Tenerife: Instituto de Fisiología y Patología Regional, 1962.
-     Nociones de higiene de la alimentación. Madrid: Editorial Oriens, 1964.
-     Retablo de tradiciones populares españolas, Madrid: Imprenta Cosano, 1968.
-     Historias y Tradiciones de Guadalajara y su provincia. (Prólogo del Dr. Francisco Cortijo Ayuso). Guadalajara: Diputación Provincial de Guadalajara, 1970. 
-     Refranes de medicina (Prólogo del Dr. Antonio Castillo Ojugas). Edición revisada y actualizada de Refranero Médico. Refranes de aplicación médica seleccionados de clásicos autores de obras de paremiología, 1944. Orense: Editorial Esse, 1987. ISBN 84-86696003.